# نيناد جيفانوفيتش
نيناد جيفانوفيتش هو لاعب كرة قدم صربي في مركز الدفاع، ولد في 20 يوليو 1980 في فاليفو في صربيا. لعب مع MŠK Rimavská Sobota ‏.

## وصلات خارجية
- نيناد جيفانوفيتش على موقع قاعدة بيانات كرة القدم.إي يو (الإنجليزية)
- نيناد جيفانوفيتش على موقع Soccerway.com (الإنجليزية)